# 't Is hier fantasties
't Is hier fantasties is een Nederlands televisieprogramma van RTL 4.
Het programma liep in eerste instantie van 1995 tot 2001 en werd gepresenteerd door Ursul de Geer. In 2009 kwam er een remake van het programma onder de naam 't Is hier wéér fantasties. Hierin ging De Geer bij mensen op bezoek die hij jaren eerder interviewde. Vanaf eind 2014 wordt het programma opnieuw uitgezonden, ditmaal op SBS6 en gepresenteerd door Beau van Erven Dorens.

## Het programma
In het oorspronkelijke programma struinde De Geer verschillende bekende vakantiebestemmingen af. Dit leverde vaak opmerkelijke verhalen op van vakantiegangers.
Op 26 augustus 2009 werd de eerste aflevering uitgezonden van de remake. Hierin ging De Geer bij de vakantiegangers van toen op bezoek. Hij wilde weten hoe het ze in de loop der jaren was vergaan. Tussendoor waren beelden te zien van het toenmalige programma. In de eerste aflevering kwam onder andere meneer Bakker van De Bakkertjes aan bod.

## Trivia
- Toen Bart de Graaff De Geer 's nachts wakker maakte voor het programma Waar kan ik je 's nachts voor wakker maken?, reageerde De Geer geïrriteerd en weigerde hem te ontvangen. De Graaff grapte toen tegen de camera: 't Is hier fantastisch!